# Margarete Hütter

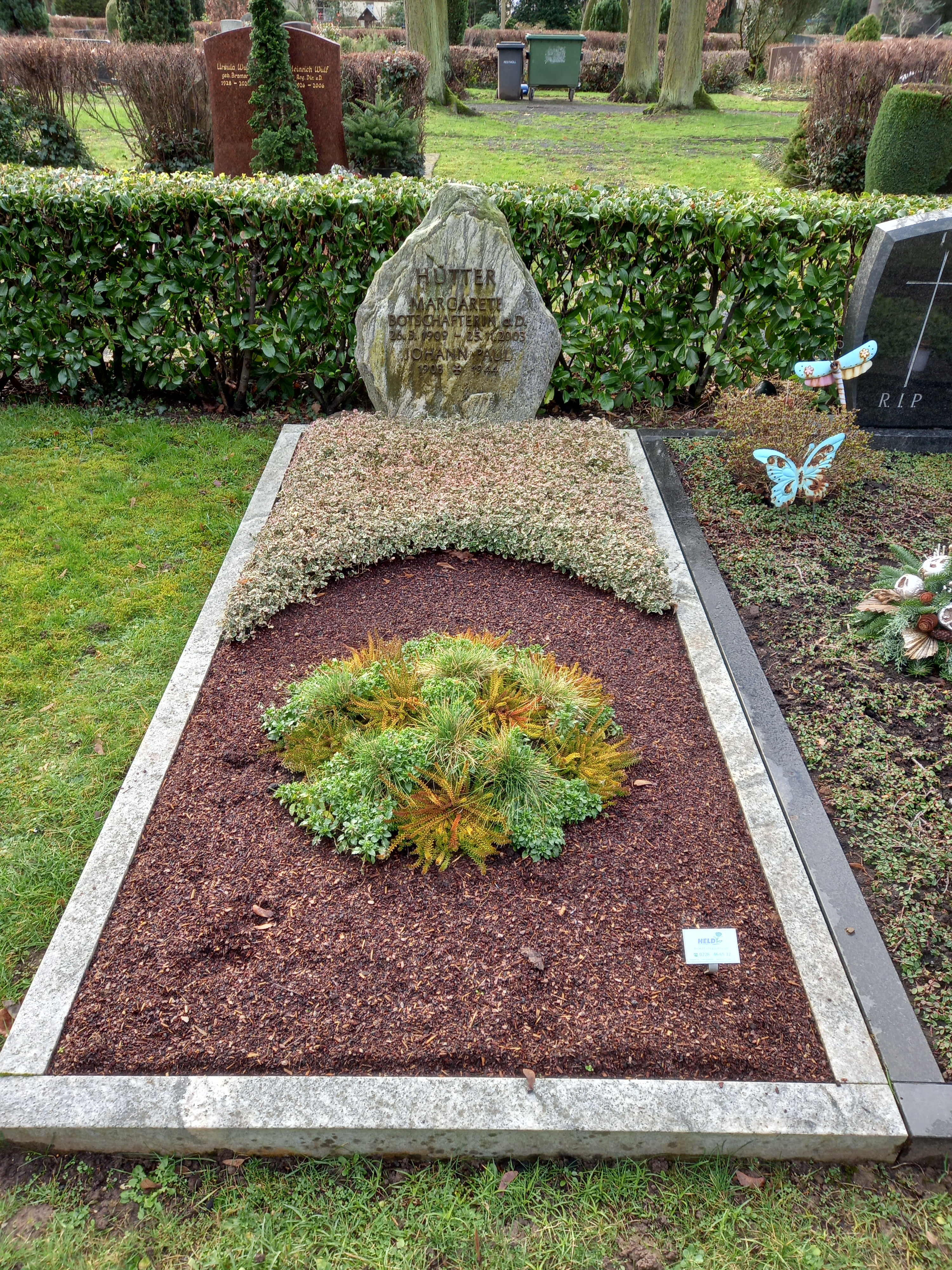
Das Grab von Margarete Hütter auf dem Zentralfriedhof Bad Godesberg in Bonn

Margarete Hütter, geb. Jahn (* 26. März 1909 in Berlin; † 25. November 2003 in Bad Godesberg) war eine deutsche Diplomatin und Politikerin der DVP/FDP.

## Leben
Hütters Vater Adolf war Handelsvertreter, ihre Mutter Charlotte Hausfrau. Die Schule schloss Margarete Hütter mit der mittleren Reife und besuchte anschließend eine Frauenschule und eine höhere Handelsschule. Sie studierte Fremdsprachen in England, Frankreich und den USA und war danach in Berlin, Paris und London als Sekretärin und Fremdsprachenkorrespondentin beschäftigt. Politisch war sie in der demokratischen Jugendbewegung tätig, so auch 1929 in England. Nach der Heirat mit dem Franzosen Dr. Jean Hütter im Jahr 1933 erhielt sie die französische Staatsbürgerschaft. Von 1934 bis 1936 lebten beide in den USA, wo ihre Tochter geboren wurde. Ab 1936 lebte die Familie in Straßburg. Als ihr Mann Offizier in der deutschen Wehrmacht wurde, wurde sie 1943 eingebürgert. Sie war ab 1941 förderndes Mitglied der NS-Frauenschaft, am 12. Mai 1942 beantragte sie die Aufnahme in die NSDAP und wurde zum 1. Juli 1943 aufgenommen (Mitgliedsnummer 9.664.996). Ihr Mann galt im Zweiten Weltkrieg als vermisst und wurde 1949 für tot erklärt.
Nach Kriegsende war sie kurzzeitig Chefdolmetscherin bei der amerikanischen Militärregierung für Württemberg-Baden, bevor sie diese Stelle wegen ihrer einstigen NSDAP-Mitgliedschaft verlor. Daraufhin wurde sie Referentin für amerikanische Fragen beim Deutschen Büro für Friedensfragen in Stuttgart. 1948 trat sie der DVP bei. Die Unabhängige Historikerkommission – Auswärtiges Amt schreibt, dass sich „die vormalige Nationalsozialistin [...] seit 1948 als rabiate Fürsprecherin der deutschen ‚Kriegsverurteilten’ einen Namen gemacht“ habe. In der ersten Legislaturperiode des Bundestages rückte sie am 15. September 1949 für Theodor Heuss ins Parlament nach, da dieser nach seiner Wahl zum ersten Bundespräsidenten sein Abgeordnetenmandat niedergelegt hatte. Hütter kandidierte 1953 nicht zur Wiederwahl, sondern zog eine Tätigkeit im diplomatischen Dienst im Auswärtigen Amt in Bonn, in der Botschaft in Washington und im Generalkonsulat in New Orleans vor. Am 29. September 1955 rückte sie für Karl Georg Pfleiderer nochmals bis 1957 in den Bundestag nach. Anschließend war sie wieder im diplomatischen Dienst tätig, unter anderem als Generalkonsulin in San Francisco.
Der damalige Außenminister Walter Scheel setzte sich für den Fortgang ihrer Karriere ein: „Anfang 1972 beauftragte er Margarete Hütter mit der Leitung der deutschen Botschaft in San Salvador – die erste Frau auf einem Botschafterposten im Ausland.“ Bis zu ihrem altersbedingten Ausscheiden 1974 blieb sie als Botschafterin in El Salvador.